# Eryngium viviparum
Eryngium viviparum är en flockblommig växtart som beskrevs av Jacques Étienne Gay. Eryngium viviparum ingår i släktet martornar, och familjen flockblommiga växter. Inga underarter finns listade i Catalogue of Life.